# Datově zaměřená bezpečnost
Výraz Datově zaměřená bezpečnost nebo datově orientovaná bezpečnost je ekvivalent anglického termínu Data-centric security. Tento přístup k počítačové bezpečnosti zdůrazňuje spíše zabezpečení samotných dat než zabezpečení sítí, serverů nebo aplikací. Zabezpečení zaměřené na data se rychle vyvíjí, protože firmy stále více spoléhají na digitální informace a velké datové projekty získávají na důležitosti.
Datově zaměřená bezpečnost také firmám umožňuje překonat vzdálenost mezi IT bezpečnostní technologií a cíli obchodní strategie přímým propojením bezpečnostních služeb s daty, která implicitně chrání - vztah, který je často zatemněn vnímáním bezpečnosti jako konečného cíle.

## Základní přístupy
Mezi běžné procesy datově zaměřené bezpečnosti patří:
- Znalost dat: vědět, jaká data jsou zde uložena, včetně citlivých informací.
- Řízení: definovat zásady přístupu, které určí, zda jsou určitá data přístupná, upravitelná nebo blokovaná konkrétními uživateli nebo v dané lokalitě.
- Ochrana: schopnost bránit se proti ztrátě nebo neoprávněnému použití dat a schopnost zabránit zasílání citlivých dat neoprávněným uživatelům nebo místům.
- Monitorování: neustálé sledování způsobu využití dat k identifikaci smysluplných odchylek od normálního chování, které by ukazovaly na možný zákeřný záměr.

Z technického hlediska se informační (datové) zabezpečení spoléhá na implementaci následujících prvků:
- Informace (data), které jsou samopopisné a mají ochranné prvky
- Zásady a kontroly, které zohledňují obchodní kontext
- Informace, které zůstávají zabezpečené, když jsou posílány dovnitř a ven z aplikací a systémů úložiště a mění obchodní kontext
- Zásady, které platí bez ohledu na technologii správy dat a implementované obranné vrstvy.

## Technologie
Technologie datově zaměřené bezpečnosti se zaměřují na řízení přístupu k datům, šifrování, maskování dat a monitorování dat včetně bezpečnostních auditů.